# Josef Teige
Josef Teige (1. června 1862 Praha-Malá Strana – 7. března 1921 Praha) byl český právník, historik a dlouholetý pracovník Archivu města Prahy. Zabýval se hlavně českými dějinami ve středověku, dějinami a topografií Prahy i jednotlivých objektů ve městě, genealogií a diplomatikou. Byl také jedním z prvních obránců pražských památek, včetně tehdy bořeného židovského ghetta.

## Život a působení
Po maturitě na malostranském gymnáziu (1883) studoval práva na pražské české univerzitě, kde roku 1889 obhájil doktorát. Dva roky studoval pomocné vědy historické na univerzitě v Mnichově a od roku 1890 studoval v Ústavu pro rakouský dějezpyt ve Vídni. Roku 1893 tam složil státní zkoušky a v Praze získal doktorát filosofie.
Dva roky pracoval jako stipendista v Istituto austriaco di studi storici ve vatikánských archivech, kde se zabýval hlavně papežskou korespondencí s českými panovníky. Roku 1896 nastoupil do Archivu města Prahy, kde pracoval až do smrti. Od roku 1907 byl ředitelem Archivu s titulem archivář hlavního města Prahy, od téhož roku dopisující člen 1. třídy České akademie věd a umění. Přispíval do Ottova slovníku, vydával Sborník příspěvků k dějinám Prahy a roku 1902 byl jmenován mimořádným členem Královské české společnosti nauk.
Podle matriky zemřel 7. března 1921. Některé zdroje uvádějí datum úmrtí 6. března.

## Z díla
- Blätter aus der altböhmischen Genealogie (1887)
- Kaple sv. Lazara na Novém Městě Pražském (1901)
- Springerův obrázkový průvodce Prahou a okolím (1901)
- Pražské ghetto (s Ignátem Herrmannem a Zikmundem Winterem, 1902)
- Sborník příspěvků k dějinám Prahy (s V. Vojtíškem 1907–1938)
- Staroměstský rynk, Praha 1908 (s J. Herainem)
- Základy starého místopisu Pražského (1437–1620). (3 sv. 1910-15)
- Na Bílé Hoře, Praha 1911 (s H. Kuffnerem, J. Herainem)
- Sixta z Ottersdorfu Knihy památné o nepokojných letech 1546 a 1547, (editor Josef Teige), vydal J. Otto, Praha, sine dato